# Lost Dogs and Mixed Blessings
Lost Dogs and Mixed Blessings è il dodicesimo album in studio del cantante folk americano John Prine, pubblicato nel 1995. La copertina è stata realizzata dal fumettista John Callahan.
Lost Dogs and Mixed Blessings è stato prodotto da Tom Petty e dal bassista degli Heartbreakers Howie Epstein, che hanno prodotto l'album di ritorno di Prine vincitore del Grammy Award nel 1991 The Missing Years. L'album contiene diverse canzoni che Prine ha scritto insieme al veterano di Nashville Gary Nicholson e include contributi del chitarrista Waddy Wachtel e Marianne Faithfull. È stato registrato, come lo era stato per The Missing Years, all'Huh Sound Theatre di Los Angeles e ai Pacifique Recording Studios, a North Hollywood - che era davvero la casa di Epstein - e comprendeva molti degli stessi musicisti che avevano suonato nell'album precedente. Tuttavia, Prine disse al Fort Lauderdale Sun-Sentinel nel 1995: "Non volevo provare a inventare The Missing Years II. Certo, è uscito grande e brillante, se metti le corna addosso non ti aiuterà se le canzoni non sono buone." Prine ha anche ammesso che lui ed Epstein erano giunti alla fine del loro rapporto di lavoro: "Abbiamo un po esagerato in Lost Dogs... Penso che fossimo piuttosto stanchi entrambi. Alla fine, ci siamo stretti la mano e abbiamo detto: 'OK, ce l'abbiamo fatta.'"
Lost Dogs e Mixed Blessings ha ricevuto recensioni favorevoli al momento del rilascio ed è stato nominato per un Grammy Award. La rivista Rolling Stone ha commentato: "A differenza di praticamente ogni altro atto nella sua fascia d'età, il cantautore veterano John Prine sta facendo il miglior lavoro della sua carriera in questo momento". Scrivendo per Allmusic, il critico William Ruhlman ha scritto dell'album: "I fan del primo Prine potrebbero trovare quel suono sovra-prodotto, ma le canzoni non si perdono mai, e con la visione del mondo tipicamente umoristica e fuori centro di Prine."

## Tracce
1. New Train (John Prine) – 3:24
2. Ain't Hurtin' Nobody (Prine) – 5:01
3. All the Way with You (Prine, Gary Nicholson) – 3:52
4. We Are the Lonely (Prine, Nicholson) – 4:28
5. Lake Marie (Prine) – 6:00
6. Humidity Built the Snowman (Prine) – 4:27
7. Day Is Done (Prine, Nicholson) – 3:33
8. Quit Hollerin' at Me (Prine, Nicholson) – 4:16
9. Big Fat Love (Prine, Nicholson) – 3:58
10. Same Thing Happened to Me (Prine, Nicholson) – 3:18
11. This Love Is Real (Prine, Lee Clayton) – 3:18
12. Leave the Lights On (Prine, Howie Epstein, Phil Parlapiano, Joe Romersa) – 3:28
13. He Forgot That It Was Sunday (Prine) – 5:38
14. I Love You So Much It Hurts (Floyd Tillman) – 2:32